# Нафтохімік Прикарпаття
Нафтохімік Прикарпаття (колишня назва — Надвірнянський нафтопереробний завод) — одне з найстаріших нафтопереробних підприємств України, збудоване 1897 р., — потужність, станом на 2005 рік, близько 2,6 млн тонн сирої нафти на рік. ПАТ «Нафтохімік Прикарпаття» є одним з шести нафтопереробних заводів України, та єдиним який працює з українською сировиною.

## Історія
Підприємство виникло в 1897 році як сезонний нафтоперегонний завод (працював тільки влітку).
Світова економічна криза, яка розпочалася в 1929 році ускладнила становище заводу, робітники якого неодноразово брали участь в протестах та страйках.
У вересні 1939 року завод (виробничі потужності якого дозволяли переробляти до 1000 тонн сирої нафти на місяць) був націоналізований і перетворений в державне підприємство паливної промисловості СРСР, в 1940 році на підприємстві була споруджена і введена в експлуатацію ще одна нафтоперегінна установка (що збільшило переробні потужності підприємства до 1150 тонн в місяць).
Після початку Німецько-радянської війни в зв'язку з наближенням до міста лінії фронту було прийнято рішення вивести завод з ладу 29 червня 1941 роки перед початком відступу радянських військ нафтоперегонний завод в Надвірній був виведений з ладу прикордонниками 9-ї прикордонної застави 95-го прикордонного загону, 3 липня 1941 року місир було окуповане наступаючими німецькими військами. В період німецької окупації завод не функціонував, відновлення підприємства почалося після зайняття міста в 1944 році радянськими військами і в кінці 1944 року завод відновив переробку нафти.
У 1954-1955 рр. завод був реконструйований.
На початку 1980-х років завод був високомеханізованим та автоматизованим підприємством, яке випускало понад 20 видів нафтопродуктів і продуктів нафтохімії; тут діяли установки первинної переробки нафти, термічного крекінгування сировини, виробництва парафіну, нафтококсу, синтетичних жирних кислот, каталітичного реформування бензину.

### Після відновлення незалежності
Після відновлення незалежності України нафтозавод було перетворено на відкрите акціонерне товариство.
У липні 1995 року Кабінет міністрів України затвердив рішення про приватизацію підприємства.
У серпні 1997 року завод був включений в перелік підприємств, що мають стратегічне значення для економіки і безпеки України.
У 2005 році був зданий в експлуатацію нафтопровід Жулин — Надвірна, призначений для забезпечення поставки російської експортної суміші нафт і азербайджанської нафти з чинного нафтопроводу Броди — Держкордон в режимі «імпорт» та нафти Долинського нафтогазового родовища (Івано-Франківська область) на Надвірнянський нафтопереробний завод.
У жовтні 2008 року завод завершив реконструкцію установки з первинної переробки нафти, що дозволило підвищити переробні потужності підприємства (раніше складали 2,6 млн. тонн нафти на рік), однак економічна криза, яка почалася в 2008 році стала причиною зупинки підприємства. 3 вересня 2008 року керівництво групи "Приват" (у власності якої перебував завод) оголосило про припинення переробки нафти на Надвірнянському НПЗ і 15 січня 2009 року завод (загальна чисельність працівників на якому до цього часу становила 1,5 тис. осіб) був зупинений. Проте, в 2008 році завод переробив 281,4 тис. т сирої нафти (на 67% менше, ніж за відповідний період 2007 року), виготовив 49,5 тис. т бензину (на 80,8% менше, ніж за відповідний період 2007 року), 109,3 тис. т дизельного палива (на 65,4% менше, ніж за відповідний період 2007 року), 31,8 тис. т мазуту (на 68,9% менше, ніж за відповідний період 2007 року ).
У травні 2009 року Кабінет міністрів України вніс завод до переліку особливо важливих об'єктів нафтогазової галузі економіки країни, однак у зв'язку з несприятливою економічною кон'юнктурою в наступні роки завод не функціонував (після зупинки Лисичанського нафтопереробного заводу в березні 2012 року єдиним діючим з шести нафтозаводів на території України залишився Кременчуцький нафтопереробний завод).
2012 рік завод завершив з чистим збитком в розмірі 34,473 млн. гривень.
2015 рік завод завершив з чистим збитком 99,713 млн. гривень.
Станом на травень 2016 року, основним власником заводу залишалася фінансово-промислова група "Приват" (контрольний пакет акцій якої знаходився у власності чотирьох компаній, зареєстрованих на британських Віргінських островах: по 19% акцій володіли Rommannor Investments Ltd., Weavernal Holdings Ltd. і Deneiro Ventures Ltd., ще 14% - компанія Dommennium Enterprices Ltd.), решта 26% акцій залишалися у власності Фонду державного майна України.